# Schwarzbrustkolibri
Der Schwarzbrustkolibri (Oreotrochilus melanogaster), auch Schwarzbrust-Andenkolibri oder Samtkolibri, ist eine Vogelart aus der Familie der Kolibris (Trochilidae), die endemisch in Peru ist. Der Bestand wird von der IUCN als „nicht gefährdet“ (least concern) eingeschätzt. Die Art ist monotypisch.

## Merkmale

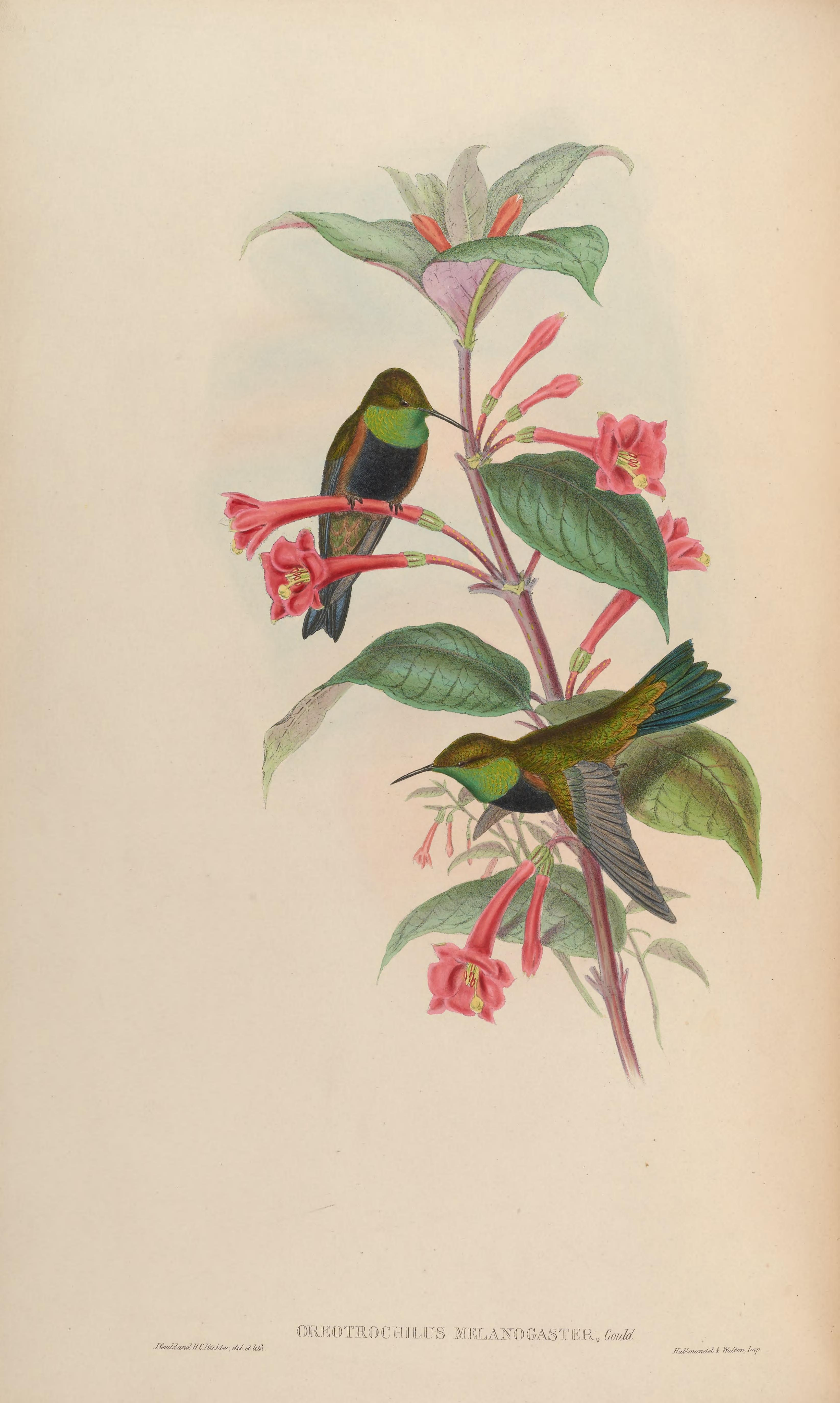
Schwarzbrustkolibri illustriert von John Gould und Henry Constantine Richter

Der Schwarzbrustkolibri erreicht eine Körperlänge von etwa 13 bis 14 cm bei einem Gewicht von ca. 8,4 g. Der leicht gebogene Schnabel ist schwarz. Die Oberseite des Männchens ist graubraun und etwas dunkler als beim Estellakolibri. Der Kehlkragen schimmert smaragdgrün, der Rest der Unterseite ist schwarz. Die Flanken sind eintönig gräulich braun. Der blauschwarze Schwanz ist leicht gegabelt. Das Weibchen ist durchweg graubraun, aber deutlich heller auf der Unterseite. Der Schwanz ist grünschwarz. Die weiße Basis der Steuerfedern wie im Weibchen des Estellakolibris fehlt.

## Verhalten und Ernährung
In der Region Junín bezieht der Schwarzbrustkolibri seinen Nektar hauptsächlich von den Blüten von Chuquiraga spinosa-Gestrüpp, doch in der Region Huancavelica besucht er auch die Blüten von Kakteen. Je nach Futterverfügbarkeit fliegt er als sogenannter Trapliner regelmäßig in rascher Folge ganz bestimmte verstreute Blüten an. Hier besucht er vor allem rote Blüten wie Caiophora, Castilleja und Puya. Gelegentlich sucht er auch Kassien und Eukalypten auf. Insekten jagt er hoch in der Luft.

## Lautäußerungen
Der Gesang des Schwarzbrustkolibris ist wenig erforscht. Ein quietschendes Zwitschern, das ansteigt und abfällt, gibt er während der Jagd von sich.

## Fortpflanzung
Die Brutsaison des Schwarzbrustkolibris ist von Dezember bis April. Sein Nest baut er an geschützten Felsen oder am Rande der Dächer von Bauernhäusern. Es ist ein großes kelchartiges Nest, welches am Trägermaterial angebracht wird. Ein Gelege besteht aus zwei weißen Eiern. Vermutlich hat der Schwarzbrustkolibri seine erste Brut in seinem zweiten Lebensjahr.

## Verbreitung und Lebensraum

Verbreitungsgebiet des Schwarzbrustkolibris

Der Schwarzbrustkolibri bevorzugt die Puna-Hänge mit einer dichten Chuquiraga spinosa-Vegetation und Kakteen mit tiefem Unterbau, sowie felsige Gebiete, in denen es normalerweise in geschützten Nischen reichlich Kräuter gibt. Öfters bewegt er sich in Gärten, wurde aber auch schon in Höhenlagen von 3500 bis 4000 Meter an Puya raimondii beobachtet. Neben den Regionen Junín und Huancavelica, kommt er in den angrenzenden Bergen der Regionen Ancash, Lima, Pasco und Ayacucho vor.

## Migration
Auch wenn der Schwarzbrustkolibri im Altiplano von Junín als Standvogel gilt, scheint er die Puna von Huancavelica zu verlassen, wenn die Kakteen nicht blühen.

## Etymologie und Forschungsgeschichte
Die Erstbeschreibung des Schwarzbrustkolibris erfolgte 1847 durch John Gould unter dem wissenschaftlichen Namen Oreotrochilus melanogaster. Das Typusexemplar hatte er von John Leadbeater. Mit der Art führte Gould die neue Gattung Oreotrochilus ein. Der Name leitet sich aus den griechischen Wörtern ὄρος, ὄρεος óros, óreos für „Berg“ und τροχίλος trochílos für „Kiebitz, Zaunkönig, (neugriechisch: Kolibri)“ ab. Der Begriff Trochilus, den Carl von Linné 1758 für eine neue Gattung verwendete, ist historisch etwas problematisch. Dieser Begriff wurde bereits von Aristoteles für einen Vogel, der den Mund eines Krokodils aufsucht, ohne von diesem verletzt oder gar gefressen zu werden verwendet. Étienne Geoffroy Saint-Hilaire vermutete, dass Aristoteles damit den Krokodilwächter (Pluvianus aegyptius) beschrieb. Trotzdem hat sich unter den Wissenschaftlern eingebürgert, diesen Begriff im Zusammenhang mit Kolibris zu verwenden. Der Artname melanogaster leitet sich von den griechischen Wörtern μέλας, μέλανος mélas, mélanos für „schwarz“ und γαστήρ, γαστρός gastḗr, gastrós für „Bauch“ ab.